# Vogelberg
Vogelberg är en bergstopp i Schweiz.   Den ligger i distriktet Blenio och kantonen Ticino, i den sydöstra delen av landet, 130 km öster om huvudstaden Bern. Toppen på Vogelberg är 3 218 meter över havet, eller 295 meter över den omgivande terrängen. Bredden vid basen är 3,5 km.
Terrängen runt Vogelberg är huvudsakligen mycket bergig. Närmaste större samhälle är Biasca, 15,1 km sydväst om Vogelberg. 
Trakten runt Vogelberg består i huvudsak av gräsmarker. Runt Vogelberg är det mycket glesbefolkat, med 5 invånare per kvadratkilometer.